# Guerra de Ferrara
La Guerra de Ferrara (también conocida como Guerra de la Sal, en italiano: Guerra del Sale) fue un conflicto que desde 1482 hasta 1484 enfrentó a Ercole I d'Este, duque de Ferrara, contra su enemigo el papa Sixto IV y la República de Venecia, aliada del papa.  El conflicto finalizó con la paz de Bagnolo, firmada el 7 de agosto de 1484.

## Antecedentes
Las gestiones diplomáticas dirigidas personalmente entre Lorenzo de Médici y el tradicional defensor del papa, Fernando I de Nápoles, trajeron inesperadamente la paz en 1480, provocando el descontento por igual en venecianos y el papa Sixto IV. La República de Venecia había zanjado sus conflictos contra el Imperio Otomano con la firma del Tratado de Constantinopla en 1479, y se encontraba libre para volver su atención hacia la península Italiana.
A comienzos de 1482 Venecia declaró la guerra a Ferrara instigada por los representantes de Girolamo Riario (sobrino de Sixto IV), quien había tomado posesión de la estratégica fortaleza de Forlì en septiembre de 1480, con una rápida autorización papal, y ahora miraba más allá de Ferrara, hacia los territorios de la familia Manfredi.  Ferrara estaba gobernada por Ercole I d'Este, quien estaba casado con Eleonora, hija de Fernando I de Nápoles.  Girolamo Riario se disponía a tomar Faenza, mientras que Venecia ganaría Reggio y Módena.  Venecia estaba en fase expansionista por la terra firma en la península italiana y no olvidaban que Ferrara y Nápoles se habían aliado recientemente con Florencia y Milán contra ellos, así que los venecianos aceptaron de buen grado la sugerencia de Girolamo. Además de las habituales fricciones, de carácter menor, por la posesión de fortalezas en la frontera, detonante del conflicto fue el comercio de sal, que era monopolio de Venecia por contratos comerciales.  Sin embargo, la familia Este había comenzado a controlar las salinas de Comacchio, lo que era una importante amenaza para los intereses de la Serenísima.  Ante esta infracción menor de las prerrogativas comerciales, Venecia situó en Ferrara a un funcionario de alto cargo, un visdomino, a cuyo cuidado estaban encomendadas las comunidades venecianas en las tierras de d'Este.  En 1481, el visdomino sobrepasó las atribuciones de su cargo arrestando a un sacerdote por sus deudas.  Inmediatamente, el visdomino fue excomulgado por el vicario del obispo de Ferrara y expulsado de la ciudad.  Esta fue la excusa para declarar la guerra.
Aliados con Venecia, junto con las tropas papales y de Riario como señor de Ímola y Forlì, estaban los contingentes suministrados por la República de Génova y por Guillermo VIII de Montferrato.  Pier Maria II de' Rossi, conde de San Secondo, también contribuía con sus tropas.
Del lado de Ferrara había tropas del mando de Federico da Montefeltro, duque de Urbino, y tropas del suegro de Ercole, Fernando de Nápoles, bajo el mando de su hijo Alfonso de Calabria, quien invadió los Estados Papales desde el sur. También contaban con las tropas enviadas por Ludovico el Moro de Milán, de Florencia y de los señores de otras dos ciudades amenazadas por el creciente poder de Venecia: Federico I Gonzaga de Mantua y Giovanni II Bentivoglio de Bolonia.

## Transcurso de la guerra
El condottiero Roberto Sanseverino, quien hasta hacía muy poco tiempo luchaba contra Ludovico el Moro, se puso al mando de las tropas venecianas y atacó el territorio de Ferrara desde el norte.  Rápidamente saqueó Adria e invadió Comacchio, atacando Argenta en el borde de las mariscas, y asediando Ficarolo en mayo (que capituló el 29 de junio) y Rovigo (que capituló el 17 de agosto). 
Las tropas Venecianas cruzaron el río Po y en noviembre de 1482 se presentaron frente a las murallas de Ferrara, a la que impusieron un férreo asedio.  Mientras las fuerzas papales mantenían en jaque a los napolitanos, que buscaban pasar al norte para ayudar a Ferrara, la campiña romana estaba siendo acosada por los Colonna.  Por el norte, Milán se encontraba enfrascada en su lucha contra Génova.  Así que los venecianos se veían libres para sitiar Ferrara, obligando a la ciudad a la inanición.  Si caía Ferrara los venecianos lograrían una posición hegemónica el norte de Italia que incomodaba al Papa, que cambió de parecer respecto a la República que hasta ese momento había sido su aliada y la conminó a que acabase con las hostilidades.
En los Estados Papales, los Colonna se aprovecharon del caos reinante y libraron batallas campales contra sus enemigos Della Rovere. El combate principal, sin embargo, fue la batalla de Campomorto cerca de Velletri, el 21 de agosto de 1482, en la que las tropas aragonesas fueron derrotadas por Roberto Malatesta, duque de Calabria, que fue socorrido por un contingente de sus soldados turcos. Algunos castillos de los Orsini cayeron en manos del papa, pero Roberto Malatesta acabó sus días por causa de la malaria, muriendo en Roma el 10 de septiembre tras haber estado largo tiempo capitaneando los triunfos papales en Lazio.  Repentinamente Sixto cambió de bando firmando un tratado con Nápoles (28 de noviembre de 1482) que permitía al ejército napolitano pasar a través de los territorios papales, aprovechándose la oportunidad para llevar suministros a Ferrara y neutralizar el sitio.  Al mismo tiempo, el papa excomulgó a los venecianos, instando a toda Italia a hacer guerra contra ellos.  El tratado fue ratificado con una paz exclusivamente entre Nápoles y el papa firmada el 12 de diciembre.
Los ruegos del papa para que Venecia terminase la campaña fueron rechazados de plano,  Las amenazas de excomunión fueron replicadas con la retirada del embajador veneciano de la Santa Sede, a lo que el papa respondió con un interdictum contra Venecia en junio de 1483. Ahora Sixto IV garantizaba el libre paso de Alfonso y sus tropas para acudir en defensa de Ferrara, apoyados con tropas papales bajo el mando de Virginio Orsini.  Al mismo tiempo llegaba otro contingente de tropas de Florencia.  La suerte en el conflicto cambiaba a favor de Ercole d'Este.
En una táctica de distracción, Venecia envió a Roberto Sanseverino a atacar el Ducado de Milán bajo el pretexto de defender los derechos del heredero de la familia Visconti.  Pero la maniobra de distracción se convirtió en necesidad real cuando Roberto tuvo que enfrentarse a Alfonso, que saquendo los territorios milaneses.  A partir de este momento la guerra comenzó a perder intensidad.

## El tratado de Bagnolo
El conflicto finalizó con el Tratado de Bagnolo, firmado el 7 de agosto de 1484.  Venecia retiró las tropas que ocupaban Ferrara y Ercole cedió el territorio de Rovigo, en la Polesine, que había sido conquistado por los venecianos en las primeras fases de la guerra.  Ercole consiguió evitar que los Estados Papales absorbiesen Ferrara, sede de los d'Este.
La Paz de Bagnolo confirmó la expansión de Venecia en terra firma, adquiriendo la ciudad de Rovigo y una amplia franja del fértil del delta del Po.  Bagnolo supuso la mayor extensión de la República de Venecia, que nunca volvió a tener control sobre un territorio tan extenso ni volvió a tener tanta influencia como la alcanzada en la segunda mitad del siglo XV.
Sin embargo, a Sixto IV le disgustó mucho que no hubiese sido consultado para negociar los términos de la paz:
"La noticia literalmente mató a Sixto.  Cuando los embajadores le comunicaron los términos del tratado explotó en un violento ataque de ira, y declaró que la Paz era vergonzosa y humillante.  La gota que sufría le subió hasta el corazón, y al día siguiente— 12 agosto 1484— falleció".
La guerra fue el tema de un poema anónimo titulado La guerra di Ferrara.